# Reinhard Stock
Reinhard Stock (1938) é um físico experimental alemão, que trabalha com física de íons pesados.

## Formação e carreira
Stock estudou na Universidade de Heidelberg, onde obteve um doutorado sob orientação de Rudolf Bock com uma tese sobre reações de íons pesados. No pós-doutorado esteve na Universidade da Pensilvânia, onde trabalhou com biofísica. De 1985 até aposentar-se foi professor no Instituto de Física Nuclear da Universidade de Frankfurt. É desde 2007 Senior Fellow no Frankfurt Institute for Advanced Studies (FIAS).
Recebeu em 1988 o Prêmio Robert Wichard Pohl com Hans Gutbrod. Recebeu em 1989 o Prêmio Gottfried Wilhelm Leibniz. Em 2008 recebeu com Walter Greiner o Prêmio Lise Meitner.

## Publicações selecionadas
- Reinhard Stock, ed. (2009). Encyclopedia of Applied High Energy and Particle Physics (em inglês). [S.l.]: Wiley/VCH. ISBN 978-3-527-40691-3
- Reinhard Stock, ed. (2010). Relativistic Heavy Ion Physics. Col: Elementary Particles, Nuclei and Atoms, 23 (em inglês). [S.l.]: Springer-Verlag. ISBN 978-3-642-01538-0